# Cratere Ponselle
Ponselle  è un cratere situato sulla superficie di Venere.